# Lugdunum Convenarum

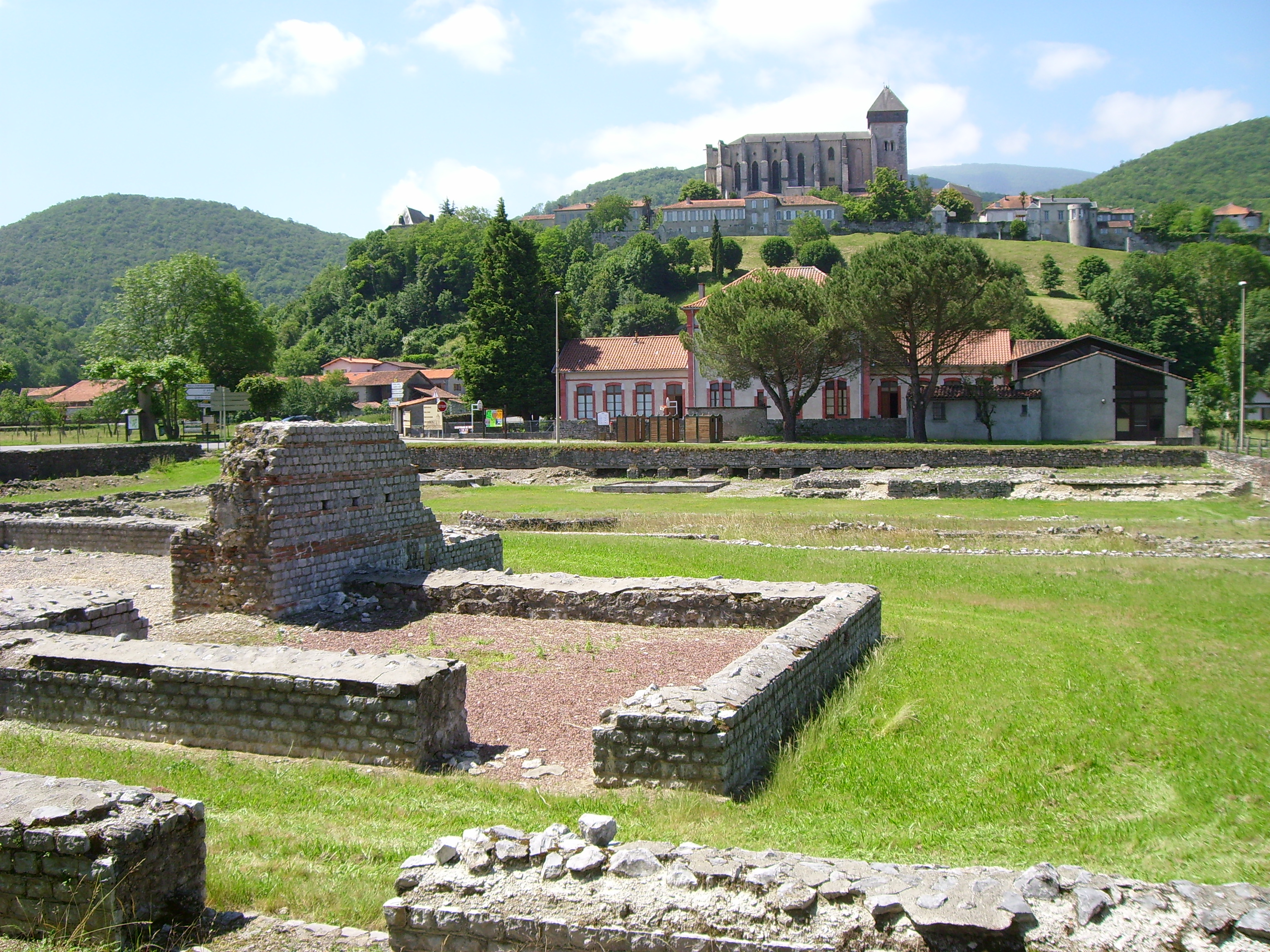
Freigelegtes Forum und Thermen

Lugdunum Convenarum (heute Saint-Bertrand-de-Comminges) war die Hauptstadt der Region der Konvener (lateinisch Convenae) in den Pyrenäen in der Provinz Aquitania propria des Römischen Reichs. 

## Entstehung
Lugdunum Convenarum entstand, als Gnaeus Pompeius in der Region um 72 v. Chr. die Reste der Armee des aufständischen Quintus Sertorius nach dessen Niederlage ansiedelte. Strabon ist einer der ersten, der 24 v. Chr. die Region das „Land der Konvener“ nennt. Nach seinen Angaben hatten Konvener das „Lateinische Recht“ (ius latium), waren also eine Art römische Staatsbürger. Es wird angenommen, Pompeius habe so im Grenzgebiet zwischen Galliern, Aquitaniern und den Keltiberern einen Rom nahestehenden Schutz der Pässe nach Spanien schaffen wollen. 
In der frühen Kaiserzeit erfuhr die Stadt eine wirtschaftliche Blüte, die lange andauerte. Durch Ausgrabungen wurden u. a. Thermen, ein Forum, ein Siegeszeichen des Augustus, ein Quadrivium und Reste einer frühchristlichen Basilika von 430 freigelegt. Im Jahr 408 wurde die Stadt von den Wandalen geplündert und 585 von den Burgunden verwüstet.

## Die Konvener als Stammesverband
Die Konvener werden oft später irrtümlich den Stämmen der Aquitanern zugerechnet, jedoch sind sie ein anderer Stammesverband. Noch Eusebius Hieronymus im 4. Jahrhundert nennt die Konvener ein „zusammengelaufenes Volk aus Vektonen, Arrebacern und Keltiberen“, in Zorn über Abtrünnige aus ihren wilden Reihen.

## Persönlichkeiten
- Herodes Antipas (um 20 v. Chr. – um 39 n. Chr.), in Lugdunum Convenarum verstorben, Herrscher in Galiläa und Peräa